# Czernica (gromada w powiecie wrocławskim)
Czernica – dawna gromada, czyli najmniejsza jednostka podziału terytorialnego Polskiej Rzeczypospolitej Ludowej w latach 1954–1972.
Gromady, z gromadzkimi radami narodowymi (GRN) jako organami władzy najniższego stopnia na wsi, funkcjonowały od reformy reorganizującej administrację wiejską przeprowadzonej jesienią 1954 do momentu ich zniesienia z dniem 1 stycznia 1973, tym samym wypierając organizację gminną w latach 1954–1972.
Gromadę Czernica z siedzibą GRN w Czernicy  utworzono 1 stycznia 1969 w powiecie wrocławskim w woj. wrocławskim z obszarów zniesionych gromad Nadolice Wielkie i Kamieniec Wrocławski w tymże powiecie. Dla gromady ustalono 27 członków gromadzkiej rady narodowej. 
Gromada przetrwała do końca 1972 roku, czyli do kolejnej reformy gminnej. 1 stycznia 1973 obszar zniesionej gromady Czernica włączono do powiatu oławskiego w tymże województwie, gdzie utworzono gminę Czernica (od 1 stycznia 1999 gmina Czernica znajduje się w powiecie wrocławskim w woj. dolnośląskim).